# Гошовський Володимир Леонідович

Володи́мир Леоні́дович Гошо́вський (25 вересня 1922, Ужгород—30 грудня 1996, Львів) — український фольклорист, етномузиколог, засновник кібернетичної етномузикології.
Імʼя Володимира Гошовського - вченого європейського рівня, засновника кібернетичної етномузикології - нерозривно повʼязане з відродженням наукової думки в Україні у другій половині ХХ століття. В. Гошовський - яскрава і масштабно творча особистість. Його імʼя можна поставити поряд із славетними українськими етномузикологами Філаретом Колессою та Климентом Квіткою. Своїми працями в галузі фольклористики вчений відстоював науку без заідеологізованості з боку тодішнього радянського суспільства, без свавілля редакторів та партноменклатури.

## Життєпис
Народився Володимир Гошовський 25 вересня 1922 р. в Ужгороді на Закарпатті в сімʼї батька-юриста, матері-піаністки. З шести років навчається в початковій школі, у десятирічному віці батьки віддають його до Ужгородської гімназії, пізніше до Празької, яку закінчив у 1940 році. Переїзд родини Гошовських до Праги був зумовлений окупацією угорською армією, підтримуваною нацистською Німеччиною, Карпатської України. У дитинстві навчався гри на фортепіано, скрипці, гітарі.
На формування Гошовського-музиканта мала вплив і атмосфера, яка панувала в їхньому домі. Двічі на тиждень у них збиралися на репетиції учасники хору музично-драматичного товариства "Боян". Оскільки репетиції відбувалися пізно ввечері, то діти, як правило, засинали під чарівні звуки багатоголосого співу. Саме тоді виникла любов до хорового співу.
У 1940 р. вступає до Карлового університету, який закінчує у 1944 р. за спеціальністю словʼянська філологія (словʼянська етнографія, фольклористика і мовознавство) та арабістика. Захистив дисертацію на тему "Етнографічний аналіз творчості М. В. Гоголя", за що отримав звання доктора філософії. Ще два роки він залишається у Празі як науковий працівник і вчитель німецької та російської мови. 
14 січня 1946 р. родина Гошовських переїжджає до Ужгорода, де В. Гошовський влаштовується на посаду наукового працівника в Історико-краєзнавчий музей. Саме з музеєм повʼязані його перші етнографічні експедиції: по селах збирав предмети старовини, робив етнографічні замальовки, описував бачене і почуте, записував народні пісні з мелодіями.
Навесні 1946 р. В. Гошовський зустрівся з композитором Дезидером Задором, тодішнім директором музичного училища, який запропонував йому в училищі вести клас гітари і ансамбль народних інструментів. Окрім того, В. Гошовський погодився викладати німецьку та італійську мови. Для того, щоб мати таке право, він повинен був отримати диплом про музичну освіту, оскільки лекції з музикології у Празькому університеті не брались до уваги радянськими чиновниками. Двадцятичотирирічний В.Гошовський, працюючи в училищі, паралельно вчиться в ньому з класу гітари, яке закінчує екстерном у 1949 р. У цьому ж році переходить на основну роботу до Ужгородської дитячої музичної школи.  
Львівську консерваторію, В. Гошовський також закінчує екстерном (1950-1953). У червні 1953 р. отримує диплом гітариста, а в листопаді того ж року згідно з наказом Міністерства Культури УРСР його поновлено на роботі в Ужгородському музичному училищі.
Залишатися в училищі, в якому не було необхідних умов для творчості, В. Гошовський не міг, тож треба було шукати щось інше для творчого самовиявлення. І він його знаходить на стику етнографії, філології та музики - це музична фольклористика. За словами вченого, вона стала "світлою богинею", якій він служив до кінця свого життя.
3 1955 р. В. Гошовський почав систематично записувати народні пісні. Спочатку в Ужгороді від селян, учасників фольклорних ансамблів, які приїздили з різних регіонів, а надалі по всьому Закарпатті та за його межами. Після перших трьох років збирацької польової роботи та вивчення необхідної літератури з народного музичного мистецтва, В. Гошовський прагне підвищити свій професійний рівень в аспірантурі Інституту мистецтвознавства, фольклору та етнографії АН УРСР, куди і подає заяву на заочне відділення 15 вересня 1958 р. У ці роки побачили світ його перші наукові праці з питань музичної культури Закарпаття: "Музична культура Закарпаття" (Ужгород, 1957 р.), "До питання про музичні діалекти Закарпаття" (Ужгород, 1958 р.). 
У 1961-1969 рр. працює у Львівській державній консерваторії ім. М. Лисенка на посаді викладача домри і керівника оркестру народних інструментів. У 1964 р. журнал "Советская музыка" публікує працю вченого "Фольклор и кибернетика". Це перша праця на цю тему в тодішньому Радянському Союзі. В ній В. Гошовський виносить на обговорення проблему кібернетичної етномузикології. Застосування кібернетики у фольклористиці і музикознавстві, на думку вченого, може сприяти наближенню їх до точних наук, і вирішенню багатьох складних завдань. Практичне значення пропонованої роботи полягає в тому, щоб розширити й уточнити методи аналізу народних пісень на основі наукових принципів лінгвістики і кібернетики. Це необхідно для створення універсальної системи каталогізації наспівів та їх складових елементів, придатної для використання електронно-обчислювальних машин, укладання музично-етнічних атласів і для вирішення складних завдань сучасного етномузикознавства. У 1966 р. офіційного статусу набуває кабінет музичної фольклористики, який став центром дослідження народної музики Східних Карпат. В. Гошовський проводить численні фольклорні експедиції в села Західної України, результатом яких є запис понад трьох тисяч народних пісень, що є серйозною базою для наукових досліджень. 
На підставі вивчення закордонного досвіду вчений розробляє комплексний каталог української народної пісні. Поєднуючи власний досвід і досвід закордонних учених, В. Гошовський підготував працю "Принципы и методы систематизации и каталогизации народных песен в странах Европы. Историко-критический очерк" (Москва, 1966 р.), яку було розіслано в усі вищі музичні навчальні заклади тодішнього Радянського Союзу. У 1966-1967 рр. публікується історико-музикознавча стаття В. Гошовського "Сторінки з історії музичної культури Закарпаття XIX - першої половини ХХ століття" ("Українське музикознавство"), яка заповнила вакуум у дослідженнях про цей період у музичному житті українців Закарпаття. Своєрідним підсумком наукової роботи вченого за 1960-ті рр. є фундаментальна антологія-монографія "Украинские песни Закарпатья", видана в Москві 1968 р. під редакцією Льва Лебедінського. 3 1969 р. В. Гошовський перебуває на творчій роботі: працює позаштатним редактором видавництва "Советский композитор", готує численні радіо та телепередачі. У 1970-х рр. етномузиколог підготував до друку праці Климента Квітки "Избранные труды в двух томах". Видання охопило двадцять вісім наукових праць К. Квітки з його друкованої та рукописної спадщини. Визначною подією цих років є поява монографічного дослідження В. Гошовського "У стоков народной музыки славян. Очерки по музыкальному славяноведению" (Москва, 1971). У цій праці вперше розроблено теоретичні та методологічні основи музичного словʼянознавства як однієї з історичних дисциплін загального етномузикознавства, на базі якої могли б обʼєднати свої зусилля фольклористи, антропологи, етнографи, історики, археологи і лінгвісти в комплексному вивченні культури і етногенези словʼян.
У 1975 р. вчений переїжджає до Вірменії. Працює в Інституті мистецтвознавства АН Вірменської РСР на посаді старшого наукового співробітника. Згідно з матеріалом вірменського музичного фольклору він розробив і впровадив систему Універсального структурно-аналітичного каталогу (УНСАКАТ). В. Гошовський організовує Перший всесоюзний семінар з машинних аспектів алгоритмічного формалізованого аналізу музичних текстів - МААФАТ' 75 (1975 р.) в Єревані. У жовтні (1980 р.) проводить Перший Колоквіум з проблем кавказознавства, історико-порівняльних та ареально-типологічних досліджень музики, присвячений 100-річчю від дня народження Климента Квітки. За участю вченого було проведено майже 70 семінарських занять із сучасної музики. У Вірменії етномузиколог працює до виходу на пенсію у 1986 р. Основні праці цього періоду: "Армянский универсальный структурно-аналитический каталог музыкальных текстов" (1979), "Горани. К типологии армянской песни", що вийшла друком у 1983 р., "Социологический аспект музыкальной этнографии" (1985).
У 1986 р. вчений повертається до Львова, мріє створити фольклорний фонограмархів та запровадити свою систему каталогізації і систематизації українських пісень. Частково цей проект йому таки вдалося здійснити у Львівській науковій бібліотеці ім. В.Стефаника НАН України.
Останні десять років життя В. Гошовський завідує на громадських засадах фольклорною секцією Обласного товариства охорони памʼяток історії та культури, засновує товариство "Рідна пісня" при Львівському відділенні всесоюзного фонду культури, працює на кафедрі фольклористики Львівського державного університету ім. І. Франка, організовує Першу Міжнародну школу кібернетичної етномузикології та музичного карпатознавства, семінар "Народна пісня в кібернетичному просторі" (Львів, 1995 р.).
До кінця життя В. Гошовський невтомно працює над удосконаленням і впровадженням у практику наукових досліджень своєї системи УНСАКАТ, якій присвятив понад 30 років творчої праці.
Помер Володимир Гошовський 30 грудня 1996 року у Львові, похований на Личаківському цвинтарі.

## Хронологія
- 1940-1944 р.р — навчався у Празькому університеті, вивчав слов'янську філологію та етнографію, арабістику та музикознавство. Захистив дисертацію на тему «Етноґрафічний аналіз творчості М. В. Гоголя».
- 1946-1948 — науковий співробітник краєзнавчого музею в Ужгороді.
- 1948-1953 — викладач по класу народних інструментів в Ужгородській музичній школі та училищі.
- 1953- закінчив Львівську державну консерваторію ім. М. Лисенка за спеціальністю гітара.
- 1961-1969 — старший викладач (згодом доцент) Львівської консерваторії.
- 1966 — засновник кабінету музичної фольклористики при Львівській консерваторії.
- 1969-1974 — на творчій роботі: позаштатний редактор видавництва «Советский композитор», член Бюро Всесоюзної комісії народної музичної творчості Спілки композиторів.
- 1975-1986 — старший науковий співробітник Інституту мистецтв АН Вірменії.

- 1986 — у Львові.
- 1987-1989 — завідував на громадських засадах фольклорною секцією Обласного товариства охорони пам'яток історії та культури ,
- 1989-1990 — заснував товариство «Рідна пісня» при Львівському фонді культури ,
- 1991-1994 — працював на кафедрі фольклористики Львівського університету ім. І. Франка, організував Першу Міжнародну школу кібернетичної етномузикології та музичного карпатознавства (Ужгород, Дубриничі — 1993), семінар «Народна пісня в кібернетичному просторі» (Львів — 1995).

- Доктор філософії (1944), кандидат мистецтвознавства (1972).

Основні музикознавчі праці:
- Фольклор и кибернетика // Советская музыка. — 1964. — № 11. — С. 74-83; № 12. — С. 83-89.
- Принципы и методы систематизации и каталогизации народных песен в странах Европы. — Музфонд СССР. — Москва, 1966. — 74 с.
- Украинские песни Закарпатья. — Советский композитор. — Москва, 1968. — 478 с.
- У истоков народной музыки славян. Очерки по музыкальному славяноведению. — Советский композитор. — Москва, 1971. — 304 с.
- Армянский Универсальный Структурно-Аналитический Каталог Музыкального Фольклора: Материалы. — Ереван, 1977. — 79 с.
- Горани. К типологии армянской песни (Опыт исследования с помощью ЭВМ). — Ереван, 1983. — 71 с.
- Знаки общности в мелодике «кочари». Сравнительный семиологический анализ с помощью ЭВМ. — Баку: АН АзССР. — 1988. — 30 с.
- Квитка К. В. Избранные труды в двух томах / Составление и комментарии Гошовского В. Л. — Советский композитор. — Москва. — Т.1. — 1971. — 384 с. — Т.2. — 1973. — 424 с.
- Квитка К. В. Музыкальный фольклор и музыкальная фольклористика на Кавказе (Из рукописного наследия ученого) / Составление и комментарии В. Л. Гошовского. — Ереван. — 2001. — 92 с.

## Вшанування пам'яті

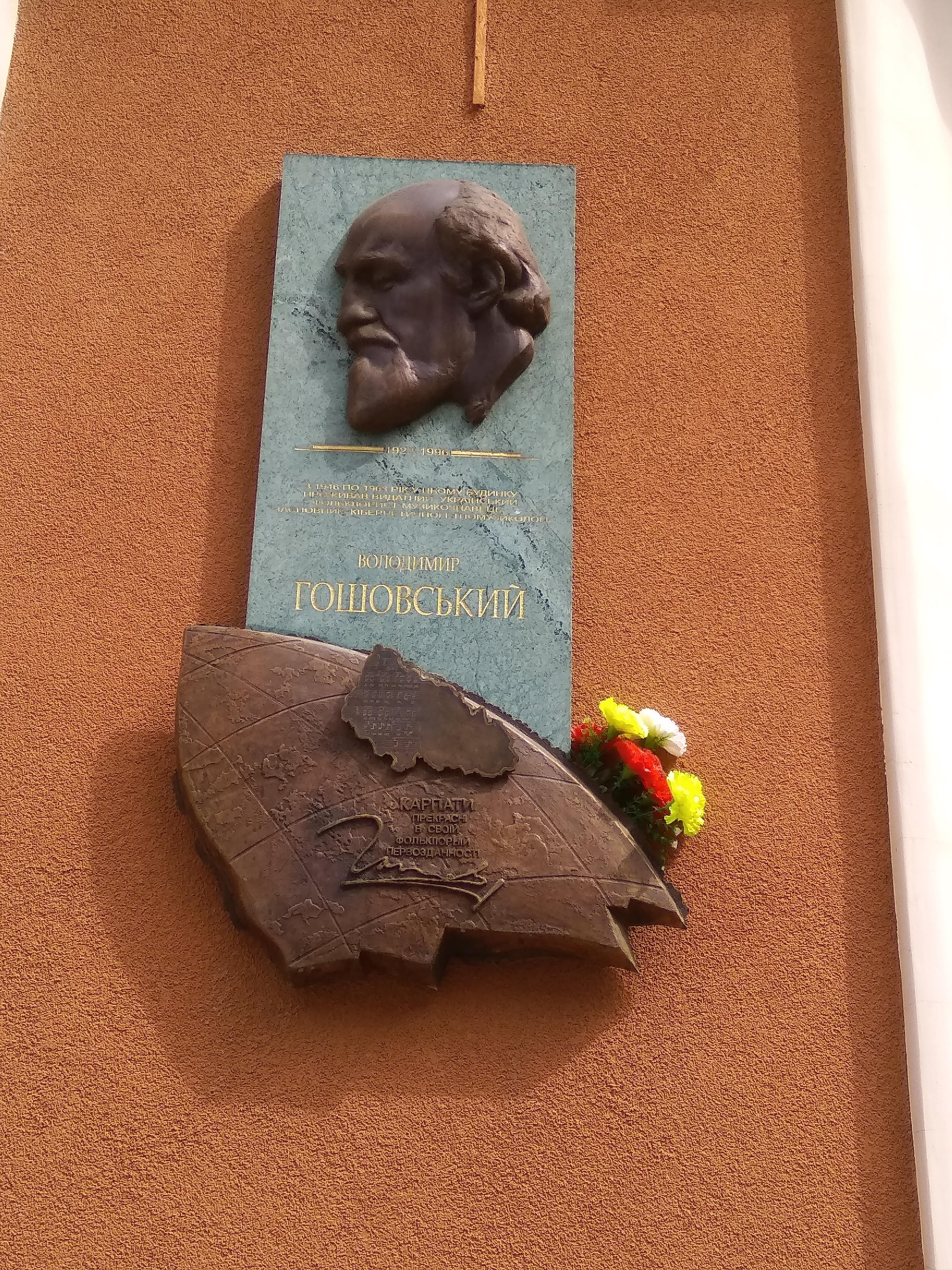
Меморіальна дошка Володимиру Гошовському на буд.№ 15 на пл. Театральній в Ужгороді

У 2002 р. Львівська наукова бібліотека ім. В.Стефаника НАН України, провела Міжнародну наукову конференцію, присвячену 80-річчю від дня народження В. Гошовського.
У день відзначення 60-річчя початку наукової діяльності, коли вчений опублікував свою статтю про музичні діалекти у збірнику Ужгородського університету перевстановлено меморіальну дошку Володимиру Гошовському на будинку № 15 на площі Театральній в Ужгороді, де жив видатний дослідник народної музики, відомий не тільки на Закарпатті та в Україні, а й за кордоном.
Одну із вулиць Ужгорода названо на честь В. Гошовського.